# Karl Friedrich Schäffer der Jüngere
Karl (Carl) Friedrich Schäffer (Schaeffer) (* 28. März 1779 in Dresden; † 24. September 1837 in Düsseldorf) war ein deutscher Architekt des Klassizismus und ein Professor für Baukunst und Perspektive an der Kunstakademie Düsseldorf.

## Leben
Schäffer wurde als Sohn des aus Berlin gebürtigen Dresdner Hofbildhauers Karl Friedrich Schäffer und seiner Frau Eleonore, einer Tochter des Dresdner Hofbaumeisters Christoph Gotthard Schwarze, geboren. 1781 starb Schäffers Vater auf einer Italienreise in Rom. Mit 14 Jahren wurde Karl Friedrich Schäffer der Jüngere Schüler der Kunst- und Malerakademie Dresden. Ab dem 17. Lebensjahr nahm er Unterricht bei den Architekten Christian Friedrich Schuricht und Gottlob August Hölzer sowie beim Landschaftsmaler Heinrich Theodor Wehle. 1797 war er Schüler beim Architekten Christian Traugott Weinlig. Bei einer Reise durch Sachsen und Teile Preußens lernte er Friedrich Becherer und Friedrich Wilhelm von Erdmannsdorff kennen. In Leipzig protegierte ihn Christian Ludwig Stieglitz, in Dresden fand er ein Auskommen mit kleineren Aufträgen des Freiherrn Joseph Friedrich von Racknitz und des Fürsten Nikolai Abramowitsch Putjatin, „meistens in inneren Einrichtungen und Geschmacks- und Dekorationsarbeiten“. 1801 eröffnete Schäffer eine „Sonntagszeichenschule für mechanische Künstler und Handwerker“. Ferner erteilte er Privatunterricht in Baukunst.
In Veröffentlichungen des Kunstschriftstellers Wilhelm Gottlieb Becker konnte Schäffer seit Ende der 1790er Jahre seine ambitionierten, zum Teil an der Revolutionsarchitektur orientierten Entwürfe für Landhäuser und Pavillons präsentieren. Derartige Objekte wurden damals als fantastische Blickpunkte und Staffagen von Landschaftsgärten entworfen. Die so erworbene Publizität trug ihm 1805 eine Professur an der Kunstakademie Düsseldorf ein, an deren 1774 begründeten Architekturabteilung er bis zu seinem Tod wirkte. Als Nachfolger des 1798 verstorbenen Architekturprofessors Joseph Erb erhielt er ein Jahresgehalt von 400 Talern und freie Wohnung im Akademiegebäude. Wegen des Abzugs der Gemäldegalerie Düsseldorf im Jahr 1805, wegen des Herrschaftswechsels im Herzogtum Berg und der Errichtung des napoleonischen Großherzogtums Berg im Jahr 1806 sowie als Folge der Koalitionskriege und der wirtschaftlichen Nöte, die das Land nach der 1806 verhängten Kontinentalsperre heimsuchten, erlebte die Kunstakademie Düsseldorf einen Niedergang. Neben dem Kupferstecher Ernst Carl Thelott und Lambert Cornelius, einem Bruder des Malers Peter Cornelius, war Schäffer in der „Franzosenzeit“ einer der drei verbliebenen Hochschullehrer der Düsseldorfer Akademie. Am 17. Mai 1806 übernahm er neben seinem Lehramt als Nachfolger Kaspar Huschbergers die bergische Hof- und Domänenbaudirektion mit der Zusicherung, dort zum Baudirektor ernannt zu werden. Daher schlug er die Offerte von Johann Wilhelm von Hompesch, ihm nach München zu folgen, aus, woraufhin an seiner Stelle Johann Peter Langer das Angebot von Hompesch annahm und Direktor der Münchener Akademie wurde. Als Leiter der bergischen Hof- und Domänenbaudirektion, in der Schäffer Aufgaben der staatlichen Hochbauverwaltung durchführte, wurde er Mitglied der Bau- und Schleifungskommission von Düsseldorf. Von 1807 bis 1808 wirkte er als Polizeibaukommissär. Die Aufgaben des staatlichen Hochbaus im Großherzogtum Berg, die er in den Jahren 1806 bis 1808 als einziger Architekt dieser Einrichtung zu erfüllen hatte, führten zu einer Überlastung und zu Problemen mit den vorgesetzten Stellen, besonders mit dem Minister-Staatssekretär Jean Antoine Michel Agar und mit dem Finanzminister Jacques Claude Beugnot. Am 20. Januar 1809 kehrte Schäffer zu seiner früheren Stellung an der Kunstakademie zurück, nachdem Baudirektor Lehmann aus Münster in die bergische Hof- und Domänenbaudirektion nach Düsseldorf versetzt worden war. 1811 eröffnete Schäffer eine private polytechnische Zeichenschule. Außer literarischen Arbeiten beschäftigten ihn private Bauaufträge in Köln, Elberfeld und Aachen. 1817 wurde Schäffer neben Regierungsbaurat Adolf von Vagedes und Regierungsrat Johann Friedrich Ferdinand Delbrück aufgefordert, Pläne für eine höhere Ausbildungsstätte in Düsseldorf zu entwickeln, auf deren Grundlage Preußen die Kunstakademie Düsseldorf neu begründen wollte. Hierzu unterbreitete er – offenbar ganz im Geiste des Barock und des Merkantilismus – der Regierung den Plan einer Kombination aus Sammlung, Kunst- und polytechnischer Schule:

„Das Beispiel unserer Nachbarstaaten; die Größe der Preußischen Monarchie, der ernste oft ausgesprochene Wille; und die ausgezeichnete Weisheit der Königlich Preußischen Ministerien und Regierungen; die volkreichen Rheinprovinzen; vielfach unverjährte Rechte des Bergischen Landes; bedeutende noch unangetastete Fonds, welche die Aufhebung der Klöster dem Staate zur Bildung der Nation geeignet darboten; endlich vorzüglich, die Sparsamkeit, der grade Düsseldorf mit seinen Gebäuden und Kunstschätzen entgegenkommt; und noch unendliche Motive, deren ich zum Theil im Project gedenke, reichen hin, einen so weisen als glücklichen Gedanken in die Wirklichkeit zu rufen und Bedürfnissen abzuhelfen, welches wir uns, nach einer 20jährigen Störung, und unsern Nachkommen schuldig sind … Mein Bestreben ging dahin, diese Lehranstalt unserem Zeitgeist anzupassen um geschickte Handwerker, Künstler und Militärs zu bilden. Aus dieser Anstalt müssen junge Männer vollendet ins rege große Leben treten können. Man wird es daher ganz angemessen finden, daß ich eine Polytechnische Schule zum Grunde legte (1811), woraus die Zöglinge bis zu den Künsten des Friedens und des Krieges sich erheben können…“

1820 ernannte ihn die Regierung zum Mitglied der Militärprüfungskommission. Schäffers Nachfolger als Professor für Baukunst und Perspektive an der Kunstakademie Düsseldorf wurde 1839 der Architekt und Maler Rudolf Wiegmann.

## Werk (Auswahl)
- Landhaus (Tafel 6a). In: Becker: Neue Garten- und Landschaftsgebäude, Voß, Leipzig 1798/1799[4]
- Gotisierender Pavillon (Tafel 10a). In: Becker, s. o.
- Landhaus im Prachtstyl (Tafeln 13a und 13b). In: Becker, s. o.
- Mausoleum (Tafeln 26 und 27). In: Becker, s. o.
- Idee zu Luthers Denkmal, eigene Publikation, 1805
- Ideen aus den Skizzen eines Architekten, eigene Publikation, 1806
- Selbstbiografie in: Johann Georg Meusel: Archiv für Künstler und Kunst-Freunde, Dresden 1806
- Lehrplan zur Herstellung und Verbesserung der Akademie der bildenden Künste zu Düsseldorf nebst den nothwendigen Museen, Entwurf vom 27. Februar 1817 im Auftrag der Kgl. Regierung zu Düsseldorf unter Philipp von Pestel
- Somnia. Kunstleben und Künstlerschaffen, im Nachlass gefundenes, unveröffentlichtes Manuskript zur Architektur mit zahlreichen Kupfern und Rissen